# Parafia Matki Bożej Częstochowskiej w Majdanie Łętowskim
Parafia Matki Bożej Częstochowskiej w Majdanie Łętowskim – parafia rzymskokatolicka znajdująca się w diecezji sandomierskiej w dekanacie Rudnik nad Sanem. Erygowana 3 września 1978 roku. Jest prowadzona przez księży diecezjalnych. Do parafii należą: Kuligi, Majdan Łętowski, Łętownia Podbór, Perlaki.